# Porcellio palmae
Porcellio palmae är en kräftdjursart som beskrevs av Berndt Hoese 1985. Porcellio palmae ingår i släktet Porcellio och familjen Porcellionidae. Inga underarter finns listade i Catalogue of Life.